# 루시 펀치
루시 펀치(Lucy Punch, 1977년 12월 30일 ~ )는 잉글랜드의 배우이다.

## 출연 작품

### 영화
- 그린핑거스 (2000)
- 피터 셀러스의 삶과 죽음 (2004)
- 빙 줄리아 (2004)
- 엘라 인챈티드 (2004)
- 세인트 트리니안스 (2007)
- 뜨거운 녀석들 (2007)
- [무제] (2009, (Untitled))
- Big Breaks (2009) - 단편
- 디너 게임 (2010)
- 조셉 고든-레빗의 69 채널 (2010)
- 환상의 그대 (2010)
- 아메리칸 오지 (2011)
- 리틀 빗 오브 헤븐 (2011)
- 테이크 미 홈 투나잇 (2011)
- 배드 티처 (2011)
- 옐로우 (2012)
- 멋진 녀석들 (2012)
- The Wedding Video (2012)
- Stars In Shorts (2012)
- The Procession (2012) - 단편
- 더 자이언트 매케니컬 맨 (2012, The Giant Mechanical Man)
- 썸원 매리 배리 (2014, Someone Marry Barry)
- 쉬즈 퍼니 댓 웨이 (2014)
- 숲속으로 (2014)
- 케이크 (2014)
- 더 메들러 (2015, The Meddler)
- 사일런트 나이트 (2021, Silent Night) - 벨라 역
- 뉴크드 (2024, Nuked) - 페넬로페 역

### 텔레비전
- The Class (2006)
- Vexed (2010)
- 벤 앤 케이트 (2012-13)